# Balmes formosus
Balmes formosus là một loài côn trùng trong họ Psychopsidae thuộc bộ Neuroptera. Loài này được Kuwayama miêu tả năm 1927.